# Brun dammslända
Brun dammslända (Cloeon simile) är en dagsländeart som beskrevs av Eaton 1870. Brun dammslända ingår i släktet Cloeon, och familjen ådagsländor. Arten är reproducerande i Sverige.